# Rhinolophus pusillus
Rhinolophus pusillus е вид прилеп от семейство Подковоносови (Rhinolophidae). Видът не е застрашен от изчезване.

## Разпространение
Разпространен е във Виетнам, Индия, Индонезия (Малки Зондски острови и Ява), Камбоджа, Китай, Лаос, Малайзия (Западна Малайзия), Мианмар, Непал, Провинции в КНР, Тайван, Тайланд и Япония.

## Описание
Теглото им е около 5,2 g.